# Wheelchair Groupie
"Wheelchair Groupie" is een nummer van de Nederlandse band Alquin. Het nummer verscheen op hun album Nobody Can Wait Forever uit 1975. Dat jaar werd het uitgebracht als de eerste single van het album.

## Achtergrond
"Wheelchair Groupie" is geschreven door gitarist Ferdinand Bakker, percussionist Job Tarenskeen en zanger Michel van Dijk en geproduceerd door Rodger Bain. Het nummer betekende een koerswijziging ten opzichte van de voorgaande albums van de band; waar eerst de focus lag op de symfonische rock met nummers met een lengte van bijna een kwartier, was dit een kort rocknummer met enige hitpotentie. Deze wijziging is mede toe te schrijven aan Van Dijk, die vanaf dit album bij de band betrokken is.
Tarenskeen vertelde in een interview met Jimmy Tigges dat "Wheelchair Groupie" is geïnspireerd door een knappe vrouw in een rolstoel, die op een avond een concert van Alquin bijwoonde. Zij werd bijgestaan door een ziekenbroeder, die verliefd was op de vrouw. Het nummer wordt gezongen vanuit zijn oogpunt; hij ziet dat de vrouw verliefd is op de zanger van de band, maar hij wil juist dat zij naar hem kijkt. Volgens Tarenskeen en Bakker werd het nummer enkel uitgebracht als single, omdat het het kortste nummer van het album was en daardoor het meest geschikt was om op de radio gedraaid te worden.
"Wheelchair Groupie" is een van de twee nummers van Alquin die in Nederland een hitparadenotering behaalden. De Top 40 werd weliswaar niet bereikt, maar het kwam wel tot de negentiende plaats in de Tipparade. In 2019 werd het nummer door 3voor12 verkozen tot het beste Delftse nummer ooit. Daarnaast werd het nummer gesampled in "W.C.G." van CunninLynguists en "Should I Feel Bad" van Wiz Khalifa.

## NPO Radio 2 Top 2000
| Nummer met noteringen in de NPO Radio 2 Top 2000 | '05 | '06  | '07  | '08  | '09 | '10 | '11  | '12  | '13  | '14  | '15  |
| ------------------------------------------------ | --- | ---- | ---- | ---- | --- | --- | ---- | ---- | ---- | ---- | ---- |
| Wheelchair Groupie                               | 890 | 1053 | 1260 | 1551 | -   | 974 | 1181 | 1483 | 1763 | 1820 | 1880 |

1. ↑  Een '-' betekent dat het nummer niet was genoteerd en een vetgedrukt getal geeft de hoogste notering aan.
2. ↑  2005 was het eerste jaar met een notering voor dit nummer.
3. ↑  Deze tabel is bijgewerkt tot en met de laatste editie (2024).